# 布羅皮根峰
72°54′S 3°18′W / 72.900°S 3.300°W
布羅皮根峰是南極洲的山峰，位於東部南極洲的毛德皇后地，屬於博格地塊的一部分，處於弗里斯-巴斯塔德峰以南2公里，由挪威的製圖師根據測量和空中照片繪入地圖。